# Piotr Dufour

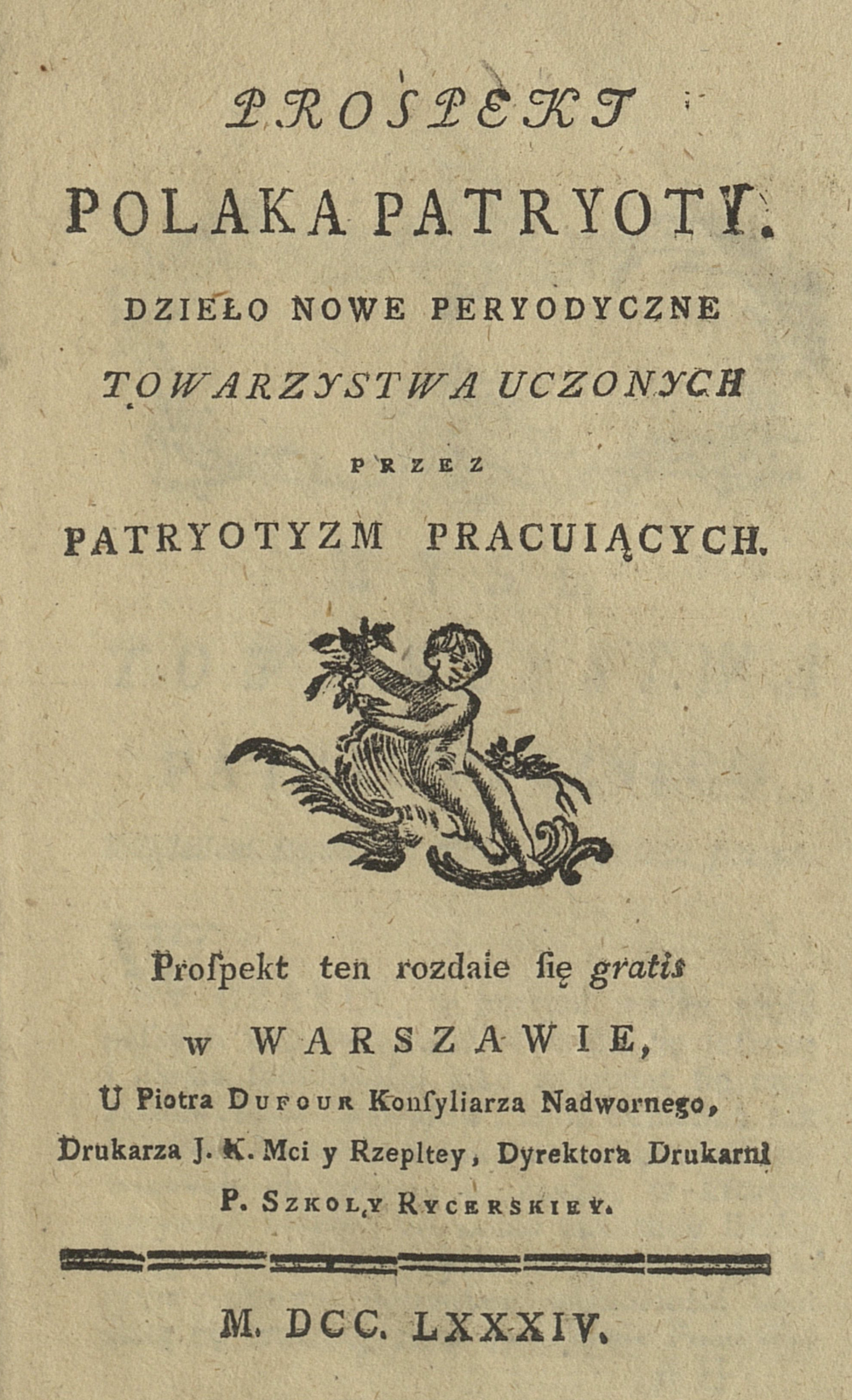
"Polak Patryota" prospekt czasopisma wydrukowanego w 1784 z nazwiskiem Dufoura dyrektora drukarni Szkoły Rycerskiej.

Piotr Dufour (ur. 4 maja 1730 w Paryżu, zm. 15 stycznia 1797 w Warszawie) – francuski drukarz, księgarz i wydawca; od 1775 mieszkał w Polsce, w latach 1784–1794 zarządca drukarni Szkoły Rycerskiej w Warszawie.

## Życiorys
Z zawodem drukarskim był związany od 20 roku życia. W wieku 44 lat pracował w mieście swego urodzenia jako drukarz i księgarz przysięgły Sorbony. Tam poznał księcia Adama Kazimierza Czartoryskiego, który po powołaniu do życia Komisji Edukacji Narodowej w 1773 roku, sprowadził Dufoura do Warszawy. 2 marca 1775 został wpisany do księgi obywatelskiej Warszawy, i w tym samym roku otworzył własną drukarnię. W 1784 otrzymał z rąk króla nominację na dyrektora Drukarni Korpusu Kadetów działającej w siedzibie Szkoły Rycerskiej. Zarządzał nią razem z prywatną drukarnią do czasu likwidacji Korpusu w 1794. Był właścicielem księgarni w Warszawie oraz składów jarmarcznych w Łowiczu i Grodnie. Pochowany został w ówczesnej parafii św. Jana Chrzciciela na Starym Mieście na przykościelnym cmentarzu.
W latach 1784 – 1794 wydał ok. 2000 dzieł w języku francuskim, łacińskim, niemieckim, greckim, ruskim i hebrajskim. Wydawał różne czasopisma m.in. Journal Litteraire de Varsovie (1779-1778), Monitor (1784-850, Annonces et Avis Divers de Varsowie (1781-84) oraz utwory literackie m.in. 56 tomów serii Teatr Polski czyli Zbiór Komedii (1784-85). Wydawał tłumaczenia z literatury obcej i pisarzy polskich. Był autorem memoriałów na temat reform w drukarstwie. Jeden w 1784 roku przedstawił sejmowi grodzieńskiemu, drugi O urządzeniu drukarń krajowych przesłał Sejmowi Czteroletniemu. W 1786 roku, gdy jego drukarnia osiągnęła szczyt rozwoju, jego zakłady wydały 117 druków. Po 1793 roku nastąpił upadek drukarni.
Po jego śmierci do 1804 roku jego firmę poprowadził jego siostrzeniec Tomasz Lebrun.
Był członkiem polskiej loży wolnomularskiej Parfait Silence.